# Paul Herbert Freyer

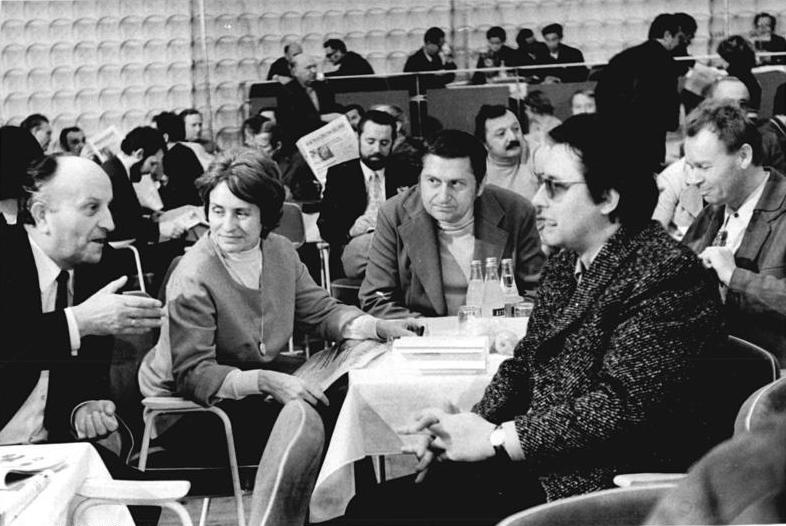
Freyer (1. von links) auf dem 7. Schriftstellerkongress, Berlin 1973

Paul Herbert Freyer (* 4. November 1920 in Crimmitschau; † 13. August 1983 in Neuendorf (Hiddensee)) war ein deutscher Schriftsteller und Dramaturg, der auch unter den Pseudonymen Flacon Chanel und Claus Jürgens publizierte.

## Leben
Paul Herbert Freyer ging als 16-Jähriger unmittelbar nach dem Schulabschluss zur Handelsschifffahrt und verfasste während des Zweiten Weltkrieges Beiträge für Zeitungen und Zeitschriften. Nach dem Krieg wandte er sich zunächst dem Theater zu. Er war ab 1947 Dramaturg am Stadttheater in Crimmitschau, danach Chefdramaturg in Gera und am Maxim-Gorki-Theater in Berlin. Er wechselte 1955 als Intendant nach Plauen und 1956 als Generalintendant nach Karl-Marx-Stadt, ehe er sich 1960 als freier Schriftsteller in Kleinmachnow niederließ, wo er bis 1971 lebte. Außerdem besaß er ein Haus in Neuendorf auf Hiddensee.
Er verfasste zunächst zahlreiche Theaterstücke, sein Schauspiel Auf verlorenem Posten wurde bis Japan gespielt, später unterhaltende Erzählungen für das Fernsehen der DDR und Sachbücher über die Marinegeschichte des Zweiten Weltkriegs wie Sturmvögel und Der Tod auf allen Meeren, das zahlreiche Auflagen erlebte und in mehrere Sprachen übersetzt wurde. Freyer besuchte mehrfach den Urwaldarzt Albert Schweitzer in Lambarene. Er organisierte viele Hilfssendungen des DRK der DDR nach Lambarene, 1965 war Freyer zu Gast auf der Nordpolstation 19 im Eismeer, von dort brachte er ein Eisbärenbaby mit nach Berlin und schenkte es dem Tierpark Berlin. Das Muttertier griff die Station an und musste erschossen werden.

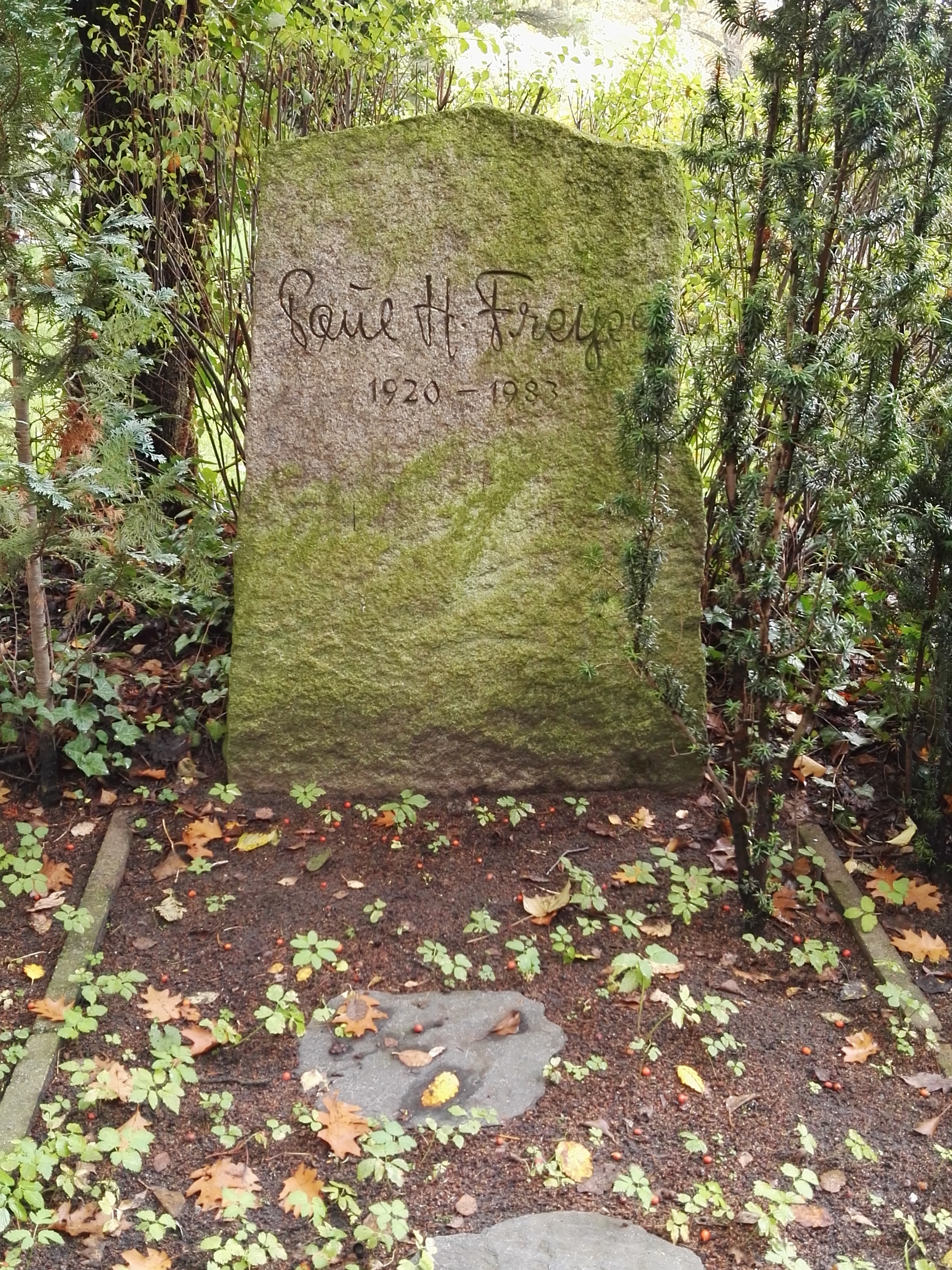
Grabstätte

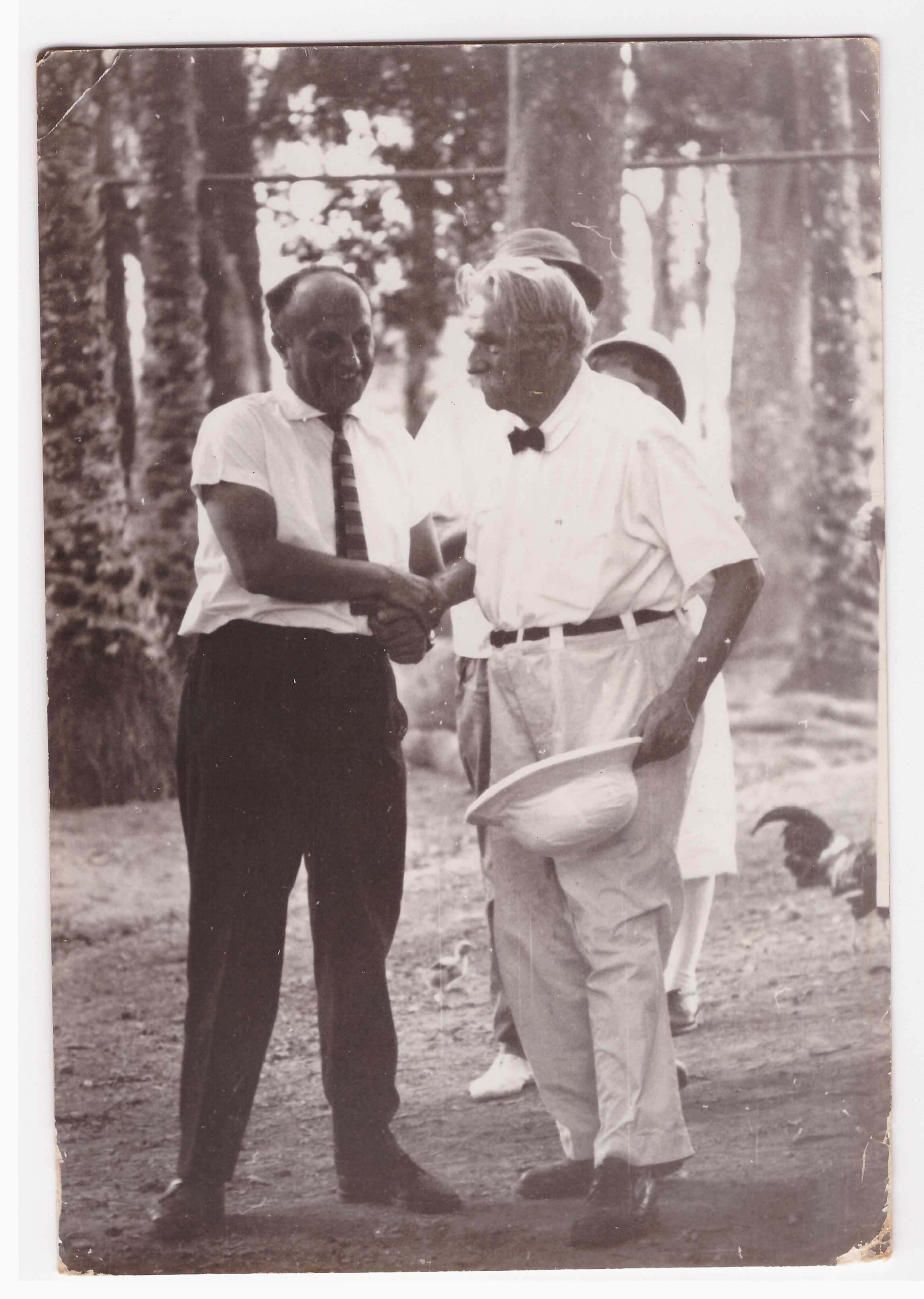
Abschied Freyers (links) von Albert Schweitzer in Lambarene

1978 wurde ihm der Vaterländische Verdienstorden in Bronze verliehen.
Er wurde in der Künstlerabteilung des Berliner Zentralfriedhofs Friedrichsfelde beigesetzt.

## Werke (Auswahl)
Belletristik
- Die wilden Schwäne. 1956

- Ein Schiff wird gejagt. Erzählung, 1963
- Das Medaillon. 1974 (Das neue Abenteuer 333)

Sachbücher
- Der Tod auf allen Meeren. Ein Tatsachenbericht zur Geschichte des faschistischen U-Boot-Krieges. 1970
- Sturmvögel. Rote Matrosen 1918/19. 1975
- Albert Schweitzer. Ein Lebensbild. 1978

Drama
- Der Schauspieler Claude Lebrun. Drama, 1948
- Der Pfad der Irrenden. Schauspiel, 1949
- Schiff auf großer Fahrt. Schauspiel für die Jugend, 1954
- Auf verlorenem Posten. Schauspiel 1952
- Brokat aus Frankreich. Komödie, 1958

Drehbuch
- Das grüne Ungeheuer. Drehbuch zum 5-teiligen Fernsehfilm nach Wolfgang Schreyers Roman